# Sphenomorphus haasi
Sphenomorphus haasi är en ödleart som beskrevs av  Robert F. Inger och HOSMER 1965. Sphenomorphus haasi ingår i släktet Sphenomorphus och familjen skinkar. Inga underarter finns listade i Catalogue of Life.